# Christoph König (Dirigent)
Christoph König (* 1968 in Dresden) ist ein deutscher Dirigent.

## Leben
Christoph König wuchs in Dresden auf und wurde im Alter von neun Jahren Mitglied des Dresdner Kreuzchores; im Jahr 1986 legte er sein Abitur ab. Er studierte von 1988 bis 1993 Orchester-Dirigieren an der Musikhochschule „Carl Maria von Weber“ seiner Heimatstadt. Erste Erfahrungen sammelte er ab 1993 als Solo-Repetitor an der Sächsischen Staatsoper, später als Kapellmeister an den zu diesem Zeitpunkt fusionierten Opernhäusern von Wuppertal und Gelsenkirchen. Ab 2001 wirkte er als Erster Kapellmeister an der Oper Bonn/Orchester der Beethovenhalle. Von 2003 bis 2006 war er Chefdirigent des Malmö Symfoniorkester und von 2008 bis 2014 des Orquestra Sinfónica do Porto Casa da Musica. Konzertreisen haben ihn mit dem Sinfonie-Orchester Porto nach Brasilien, Wien, Rotterdam, Antwerpen, Luxembourg und zum Musica Festival Strasbourg geführt. Seit 2010 ist er auch Chefdirigent der Solistes Européens Luxembourg.
Als Gastdirigent dirigiert Christoph König unter anderem die Sächsische Staatskapelle Dresden, das Orchestre de Paris, das Royal Philharmonic Orchestra London, das Nederlands Philharmonisch Orkest im Concertgebouw Amsterdam, das Dänische National-Orchester, das Norwegische Radio-Sinfonieorchester Oslo, das BBC Philharmonic, das Scottish Chamber Orchestra und das BBC Scottish Symphony Orchestra, das er 2008 auch auf eine Tournee nach China begleitete. Auf dem amerikanischen Kontinent arbeitet er unter anderem mit den Orchestern von Los Angeles, Pittsburgh, Toronto, Houston und Baltimore zusammen.
Als Operndirigent hat er am Opernhaus Zürich, am Teatro Real in Madrid, an der Staatsoper Stuttgart und an der Deutschen Oper Berlin gearbeitet.
Christoph König lebt in Wien.

## Schallplattenaufnahmen
Christoph Königs Schallplattenaufnahmen umfassen Werke von Gösta Nystroem (BIS), Schönberg und Prokoffieff (Romeo & Julia), Saariaho und Sibelius (Sinfonie Nr. 2) mit dem Orquestra Sinfónica Casa da Música Porto (Ao Vivo), Henryk Melcer mit dem BBC Scottish Symphony Orchestra (Hyperion), Beethoven Sinfonien mit dem Malmö SymfoniOrkester (DB Productions) und Beethoven und Sibelius mit den Solistes Européens, Luxembourg (SEL Classics). Seine Aufnahme mit dem BBC Scottish Symphony Orchestra und Brahms’ Erstem Klavierkonzert war auf dem Front Cover des BBC Music Magazine im September 2009 zu sehen. 2024 erschien beim Label Naxos eine mit den Solistes Européens eingespielte Aufnahme der Sinfonie op. 20, des Violinkonzertes op.30 (Solist: Klaidi Sahatçi) und der Ouverture op. 35 von Albert Dietrich, dem heute nur noch wenig bekannten Weggefährten von Robert Schumann und Johannes Brahms.

## Öffentlichkeit
Anerkennung findet sein Engagement für das Musikleben Luxembourgs unter anderem 2014 mit der Ausgabe einer Briefmarke der Post Luxembourg. Christoph König ist Förder-Preisträger der Herbert von Karajan Stiftung.

## Einzelnachweis
1. ↑  Eintrag in Klassik.com

| Personendaten    | Personendaten      |
| ---------------- | ------------------ |
| NAME             | König, Christoph   |
| KURZBESCHREIBUNG | deutscher Dirigent |
| GEBURTSDATUM     | 1968               |
| GEBURTSORT       | Dresden            |